# Antiche unità di misura del circondario di Mazara del Vallo
Sono qui riportate le conversioni tra le antiche unità di misura in uso nel circondario di Mazara e il sistema metrico decimale, così come stabilite ufficialmente nel 1877; non si riportano le unità di misura e di peso stabilite con la riforma del 1809, rese uniformi nell'intero Regno di Sicilia.
Nonostante l'apparente precisione nelle tavole, in molti casi è necessario considerare che i campioni utilizzati erano di fattura approssimativa o discordanti tra loro.

## Misure di lunghezza
Nel 1877 sono indicate in uso solo le unità ufficiali del 1809.

## Misure di superficie
Nel 1877, oltre alle unità ufficiali del 1809, sono indicate in uso alcune misure abusive.
| Comuni                              | Denominazione | Valore   | Unità |
| ----------------------------------- | ------------- | -------- | ----- |
| Tutti i comuni                      | Salma         | 33493,58 | m²    |
| Tutti i comuni                      | Tomolo        | 2093,35  | m²    |
| Campobello di Mazara, Castelvetrano | Salma         | 41866,98 | m²    |
| Campobello di Mazara, Castelvetrano | Tomolo        | 2616,69  | m²    |

La salma abusiva si divide in 16 tomoli.
Il tomolo usato in tutti i comuni del circondario è di 500 canne quadrate abolite di Palermo.
Il tomolo di Campobello ha per lato la corda di canne 25 abolite di Palermo.

## Misure di volume
Nel 1877 sono indicate in uso solo le unità ufficiali del 1809.

## Misure di capacità per gli aridi
Nel 1877, oltre alle unità ufficiali del 1809, sono indicate in uso alcune misure abusive.
| Comuni         | Denominazione          | Valore   | Unità |
| -------------- | ---------------------- | -------- | ----- |
| Tutti i comuni | Salma per orzi         | 343,8611 | L     |
| Salemi         | Salma per fave         | 326,6680 | L     |
| Salemi         | Salma per seme di lino | 309,4750 | L     |

Negli usi di consuetudine locali la salma si considera divisa in 16 tomoli.
La salma per orzi e legumi usata in tutti i comuni del circondario è di 20 tomoli rasi.
La salma per fave di Salemi è di tomoli rasi 19.
La salma per seme di lino di Salemi è di tomoli rasi 18.

## Misure di capacità per i liquidi
Nel 1877, oltre alle unità ufficiali del 1809, sono indicate in uso alcune misure abusive.
| Comuni                                                     | Denominazione    | Valore   | Unità |
| ---------------------------------------------------------- | ---------------- | -------- | ----- |
| Alcamo, Salaparuta                                         | Botte per mosto  | 605,1955 | L     |
| Alcamo, Salaparuta                                         | Botte per vino   | 550,1777 | L     |
| Alcamo, Salaparuta                                         | Barile per mosto | 30,2598  | L     |
| Alcamo, Salaparuta                                         | Barile per vino  | 27,5089  | L     |
| Campobello di Mazara, Santa Ninfa, Castelvetrano, Partanna | Botte per mosto  | 584,5638 | L     |
| Campobello di Mazara, Santa Ninfa, Castelvetrano, Partanna | Botte per vino   | 550,1777 | L     |
| Salemi                                                     | Botte per mosto  | 515,7916 | L     |
| Salemi                                                     | Botte per vino   | 412,6333 | L     |

La botte per mosto e la botte por vino di Mazzara si dividono in 5 salme, la salma per mosto e la salma per vino in 4 barili, il barile per mosto ed il barile per vino in 2 quartare, la quartara per mosto è di quartucci legali 17 3/5, la quartara per vino di quartucci legali 16.
La botte per mosto e la botte per vino di Campobello e Santa Ninfa si dividono in 16 barili, il barile per mosto è di quartucci legali 42 1/2, il barile per vino di quartucci legali 40.
La botte per mosto e la botte per vino di Castelvetrano si dividono in 16 barili, il barile per mosto ed il barile per vino in quartare 2 1/2, la quartara per mosto in 17 quartucci legali, la quartara per vino in quartucci legali 16.
La botte per mosto di Partanna si divide in 17 barili, il barile per mosto in 40 quartucci legali.
La botte per vino di Partanna, quella stessa di Campobello, si divide in 16 barili, il barile per vino in 40 quartucci legali.
La botte per mosto di Salemi si divide in 5 carichi, la botte per vino di Salemi in 4 carichi, il carico da mosto e da vino in 8 quartare, la quartara è di 15 quartucci legali.
| Comuni                                                             | Denominazione                      | Valore   | Unità |
| ------------------------------------------------------------------ | ---------------------------------- | -------- | ----- |
| Mazara del Vallo                                                   | Cafiso di rotoli 10 1/4 = 8,133 kg | 8,811440 | L     |
| Campobello di Mazara, Castelvetrano, Partanna, Salemi, Santa Ninfa | Cafiso di rotoli 10 = 7,934 kg     | 8,596527 | L     |

## Pesi
Nel 1877, oltre alle unità ufficiali del 1809, sono indicate in uso alcune misure abusive.
| Comuni         | Denominazione            | Valore    | Unità |
| -------------- | ------------------------ | --------- | ----- |
| Tutti i comuni | Rotolo                   | 793,420   | g     |
| Tutti i comuni | Oncia grossa             | 66,118333 | g     |
| Tutti i comuni | Trappeso per gli orefici | 0,881578  | g     |

Nella consuetudine locale il rotolo si divido in 12 once alla grossa.
La libbra mercantile si usa egualmente dai farmacisti e dagli orefici.
Gli orefici dividono la libbra in 12 once, l'oncia in 30 trappesi, il trappeso in 16 cocci o denari.

## Territorio
Nel 1874 nel circondario di Mazara del Vallo erano presenti 6 comuni divisi in 5 mandamenti.
- Castelvetrano • Castelvetrano, Campobello di Mazara
- Mazara del Vallo • Mazara del Vallo
- Partanna • Partanna
- Salemi • Salemi
- Santa Ninfa • Santa Ninfa